# Jack Costanzo
Jack James Costanzo (ur. 24 września 1919 w Chicago, zm. 18 sierpnia 2018 w Lakeside) – amerykański perkusjonista. Współpracował m.in. z takimi wykonawcami jak: Nat King Cole, Buddy Cole, Charlie Barnet, Art Pepper, Sam Cooke, Juanita Cruse, Conte Candoli oraz Patti Page. Prowadził także solową działalność artystyczną.